# Óscar Díaz Sánchez
Óscar José Díaz Sánchez (Montevideo, 19 febbraio 2003) è un calciatore uruguaiano, centrocampista del Miramar Misiones.

## Carriera
Díaz è cresciuto nel settore giovanile del Cerro e nel 2022 è stato acquistato dal Miramar Misiones. Ha debuttato in prima squadra il 17 marzo 2023 nell'incontro di Segunda División pareggiato 0-0 contro la Juventud. Al termine della stagione ha ottenuto con il club la promozione in Primera División, dove ha esordito il 14 settembre contro il Cerro Largo.

## Statistiche

### Presenze e reti nei club
Statistiche aggiornate al 13 novembre 2024.
| Stagione        | Squadra          | Campionato      | Campionato | Campionato | Coppe nazionali | Coppe nazionali | Coppe nazionali | Coppe continentali | Coppe continentali | Coppe continentali | Altre coppe | Altre coppe | Altre coppe | Totale | Totale | Totale |
| Stagione        | Squadra          | Comp            | Pres       | Reti       | Comp            | Pres            | Reti            | Comp               | Pres               | Reti               | Comp        | Pres        | Reti        | Pres   | Reti   |        |
| --------------- | ---------------- | --------------- | ---------- | ---------- | --------------- | --------------- | --------------- | ------------------ | ------------------ | ------------------ | ----------- | ----------- | ----------- | ------ | ------ | ------ |
| 2023            | Miramar Misiones | SD              | 8          | 0          | CU              | 0               | 0               | -                  | -                  | -                  | -           | -           | -           | 8      | 0      |        |
| 2024            | Miramar Misiones | PD              | 6          | 0          | CU              | 0               | 0               | -                  | -                  | -                  | -           | -           | -           | 6      | 0      |        |
| Totale carriera | Totale carriera  | Totale carriera | 14         | 0          |                 | 0               | 0               |                    | -                  | -                  |             | -           | -           | 14     | 0      |        |

## Palmarès

### Club

#### Competizioni nazionali
- Segunda División Profesional de Uruguay: 1

Miramar Misiones: 2023